# Thais (Terencio)

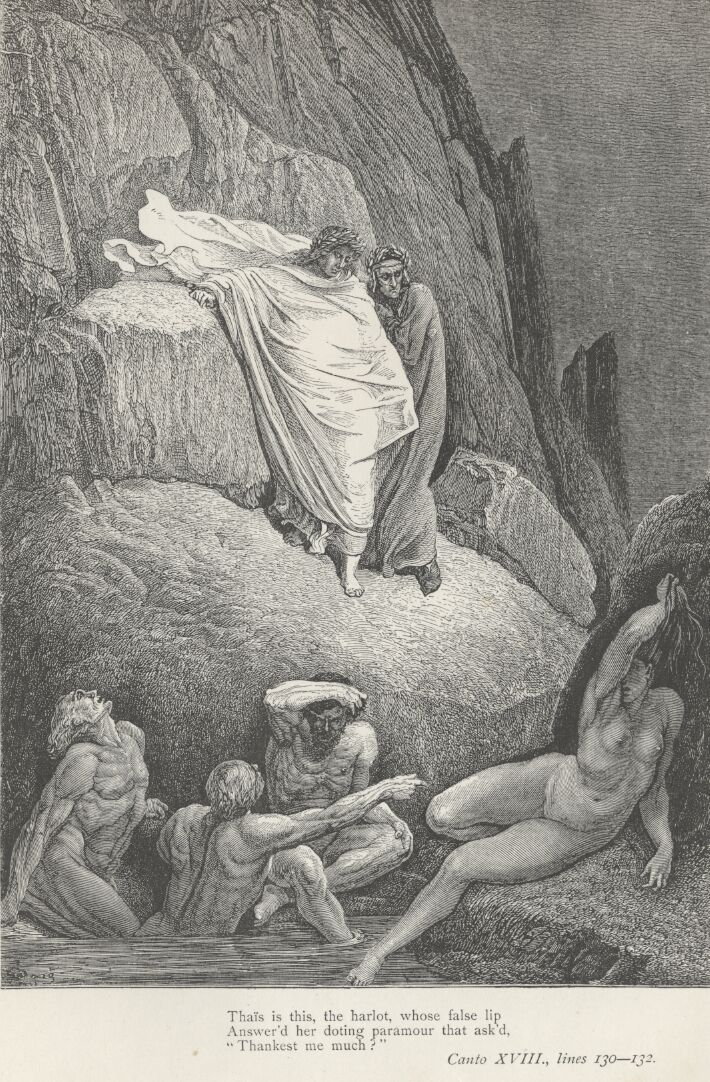
Thais en el Infierno, imaginada por Gustave Doré.

Thais es un personaje de la comedia Eunucus de Terencio, citada también por Cicerón y por Dante Alighieri.
En el Eunucus ella era una prostituta.
En la primera escena del tercer acto, el soldado le pregunta al proxeneta de la mujer, Gnatón, si ella había apreciado el regalo de una esclava. A la cuestión, si Thais le agradecía mucho, ella respondió "Ingentes", es decir, "muchísimo".
Este episodio fue tomado por Cicerón en el De amicitia, indicándolo como un claro ejemplo de adulación, porque a la pregunta solo bastaba responder con un "sí" y no con una exageración.
Dante tomó este pasaje de Cicerón como fuente para describir a Thais en el Infierno (XVIII, vv. 129-135) sobrentendiendo el sentido del discurso y atribuyendo a Thais la misma frase adulatoria. La equivocación en la que incurre el poeta demostró con exactitud la fuente dantesca. De hecho, en la flaca cita ciceroniana, el nominativo (¿Thais me agradece mucho verdad?) podía confundirse con un vocativo (Oh Thais, ¿me agradeces mucho verdad?).
La indicación de la mujer como una "puta", que no se nota en el paso ciceroniano, Dante pudo haberla sacado de la lectura del Liber Esopi.
En este sentido el poeta florentino retoma bastante servilmente el ejemplo ciceroniano de adulación.
El lenguaje usado en el episodio de Thais está entre los más bajos de la Comedia, con "malas palabras", términos crudos y palabras populares o dialectales, que a fin de cuenta el poeta logra transformar en una poesía de gran vitalidad, que bien se adapta a los pecadores "animalescos" del círculo de los fraudulentos.

[...]aquella inmunda y licenciosa esclava

que se rasca con las merdosas uñas,

que ora se apoya y ora de pie se guarda.

Es Tais, la puta, que respondió

a la pregunta de su macho: ¿Tengo méritos

grandes a tus ojos? ¡Y aún maravillosos!
Dante Alighieri, Infierno, XVIII, 130-135

Thais es la primera pecadora mujer citada después del II círculo (después de Francesca de Rimini) y es además la única prostituta del Infierno dantesco, castigada no con los lujuriosos, sino entre los aduladores.
Otras figuras femeninas se encuentran, además del grupo de Dido entre los lujuriosos (Cleopatra, Semíramis...), en el sucesivo círculo de los adivinos (Manto).